# Liste des distinctions de Lil Wayne
 (septembre 2011).
Si vous disposez d'ouvrages ou d'articles de référence ou si vous connaissez des sites web de qualité traitant du thème abordé ici, merci de compléter l'article en donnant les références utiles à sa vérifiabilité et en les liant à la section « Notes et références ».
Cet article est un complément de l'article sur Lil Wayne. Cette partie a été externalisée par souci de lisibilité.

## 2005
| Récompense             | Catégorie                                                               | Résultat |
| ---------------------- | ----------------------------------------------------------------------- | -------- |
| MTV Video Music Awards | Meilleure vidéo pour un groupe Soldier avec les Destiny's child et T.I. | Nommé    |
| Vibe Music Awards      | Collaboration la plus cool Soldier avec les Destiny's Child et T.I.     | Nommé    |
| BET Awards             | MeilleureSoldier avec les Destiny's Child et T.I.                       | Nommé    |

## 2006
| Récompense             | Catégorie                                                        | Résultat |
| ---------------------- | ---------------------------------------------------------------- | -------- |
| MTV Video Music Awards | MTV2 Award Fireman                                               | Nommé    |
| Grammy Award           | Meilleure collaboration rap Soldier avec Destiny's Child et T.I. | Nommé    |

## 2007
- MTV "Hottest MC in the Game" Award : #1 Hottest MC
- Vibe Music Awards : Meilleur Rappeur [Gagné]
- Vibe Music Awards : Collaboration la plus cool We takin' over avec DJ Khaled, Akon, Rick Ross, Fat Joe, T.I. & Birdman [Gagné]
- Vibe Music Awards : Meilleure Mixtape de l'année Da Drought III [Gagné]
- Ozone Awards : Mixtape Monster Award [Gagné]
- Ozone Awards : Meilleure vidéo We takin' Over avec DJ Khaled, Akon, Rick Ross, Fat Joe, T.I. & Birdman [Gagné]
- Ozone Awards : Meilleure collaboration Rap/R&B You avec Lloyd [Gagné]
- Ozone Awards : Meilleur artiste Rap masculin [Gagné]
- Ozone Awards : Meilleur parolier [Gagné]
- BET Awards : Choix des téléspectateurs Stuntin' like my Daddy avec Birdman [Gagné]
- BET Awards : Meilleur artiste masculin Hip-Hop [Gagné]
- BET Hip Hop Awards : Meilleure performance Live [Nommé]
- BET Hip Hop Awards : Meilleure collaboration Hip-Hop We takin Over avec DJ Khaled, Akon, Rick Ross, Fat Joe, T.I. & Birdman [Nommé]
- BET Hip Hop Awards : Meilleure collaboration Hip-Hop Stuntin' like my Daddy avec Birdman [Nommé]
- BET Hip Hop Awards : Meilleure vidéo Hip-Hop We takin Over avec DJ Khaled, Akon, Rick Ross, Fat Joe, T.I. & Birdman [Nommé]
- BET Hip Hop Awards : Alltel People's Champ Award Stuntin' like my Daddy avec Birdman [Gagné]
- BET Hip Hop Awards : Parolier de l'année [Nommé]

## 2008
- MTV Video Music Awards : Meilleure vidéo masculine Lollipop feat. Static Major [gagné]
- MTV Video Music Awards : Meilleure vidéo Hip-hop Lollipop feat. Static Major [Gagné]
- MTV Europe Music Award : Choix des Artistes [Gagné]
- MTV Europe Music Award : Artiste Urbain [Nommé]
- MTV "Hottest MC in the Game" Award : #3 Hottest MC
- MTV "Hottest MC in the Game" Award : #2 Hottest MC
- American Music Awards : Artiste masculin Hip-Hop/Rap favoris [Nommé]
- American Music Awards : Album Hip-Hop/Rap favoris avec Tha Carter III [Gagné]
- Teen Choice Awards : Artiste Rap [Gagné]
- Ozone Awards : TJ's DJ's Hustler Award [Nommé]
- Ozone Awards : Mixtape Monster Award [Nommé]
- Ozone Awards : Pimp C Award [Nommé]
- Ozone Awards : Chanson club de l'année Duffle Bag Boy avec Playaz Circle [Nommé]
- Ozone Awards : Chanson club de l'année Lollipop avec Static Major [Gagné]
- Ozone Awards : Meilleur groupe de rap avec Birdman [Gagné]
- Ozone Awards : Meilleur Artiste rap [Gagné]
- Ozone Awards : Meilleur parolier [Gagné]
- BET Awards : Choix des téléspectateurs Lollipop feat. Static Major [Gagné]
- BET Awards : Meilleure collaboration I'm So Hood (Remix) avec DJ Khaled, Young Jeezy, Ludacris, Busta Rhymes, Big Boi, Birdman, Fat Joe & Rick Ross [Nommé]
- BET Awards : Meilleur artiste masculin Hip-Hop [Nommé]
- BET Hip Hop Awards : Mixtape Monster Award [Nommé]
- BET Hip Hop Awards : Meilleure vidéo Hip-Hop Lollipop avec Static Major [Nommé]
- BET Hip Hop Awards : Meilleure vidéo Hip-Hop I'm so Hood (Remix) avec DJ Khaled, Young Jeezy, Ludacris, Big Boi, Fat Joe, Birdman & Rick Ross [Nommé]
- BET Hip Hop Awards : Meilleure collaboration  Hip-Hop I'm so Hood (Remix) avec DJ Khaled, Young Jeezy, Ludacris, Big Boi, Fat Joe, Birdman & Rick Ross [Gagné]
- BET Hip Hop Awards : Meilleur performeur Live [Nommé]
- BET Hip Hop Awards : Parolier de l'année [Gagné]
- BET Hip Hop Awards : MVP de l'année (Artiste le plus rentable) [Gagné]
- BET Hip Hop Awards : Chanson de l'année Lollipop feat. Static Major [Nommé]
- BET Hip Hop Awards : Chanson de l'année A Milli [Gagné]
- BET Hip Hop Awards : Album de l'année Tha Carter III [Gagné]
- BET Hip Hop Awards : Hustler de l'année [Nommé]
- BET Hip Hop Awards : Meilleure sonnerie de l'année Lollipop feat. Static Major [Gagné]
- BET Hip Hop Awards : Choix des gens A Milli [Gagné]
- Grammy Award : Meilleure performance rap par un duo ou un groupe Make It Rain avec Fat Joe [Nommé]

## 2009
- BET Awards : Choix des téléspectateurs A milli [Nommé]
- BET Awards : Choix des téléspectateurs Turnin me On avec Keri Hilson [Nommé]
- BET Awards : Choix des téléspectateurs Can't Believe it avec T-Pain [Gagné]
- BET Awards : Meilleur artiste masculin Hip-Hop [Gagné]
- BET Awards : Meilleure collaboration Turnin' me On avec Keri Hilson [Gagné]
- BET Hip Hop Awards : Chanson de l'année Every Girl avec Young Money [Gagné]
- BET Hip Hop Awards : Meilleur style Hip-Hop [Nommé]
- BET Hip Hop Awards : Hustler de l'année [Nommé]
- BET Hip Hop Awards : MVP de l'année (Artiste le plus rentable) [Nommé]
- BET Hip Hop Awards : Parolier de l'année [Nommé]
- BET Hip Hop Awards : Meilleur performer Live [Nommé]
- BET Hip Hop Awards : Meilleure collaboration Hip-Hop Mrs. Officer avec Bobby Valentino [Nommé]
- Grammy Award : Meilleure chanson rap  Lollipop [Gagné]
- Grammy Award : Meilleure performance rap solo A Milli [Gagné]
- Grammy Award : Meilleur album rap Tha Carter III [Gagné]
- Grammy Award : Meilleure performance rap en duo ou en groupe Swagga Like Us avec Jay-Z, T.I., Kanye West et  T-pain [Gagné]
- Grammy Award : Meilleure chanson rap Swagga Like Us avec T.I., Jay-Z et Kanye West [Nommé]
- Grammy Award : Meilleure collaboration rap Got Money avec T-Pain [Nommé]
- Grammy Award : Meilleure performance par un duo ou un groupe Mr. Carter avec Jay-Z [Nommé]
- Grammy Award : Meilleur album de l'année Tha Carter III [Nommé]

## 2010
- Teen Choice Awards :  Meilleur Groupe avec Young Money [Nommé]
- MuchMusic Video Awards : Vidéo favorite Forever avec Drake, Eminem et Kanye West [Nommé]
- MuchMusic Video Awards : Vidéo international de l'année par un groupe Bedrock avec Young Money et Lloyd [Nommé]
- MuchMusic Video Awards : Vidéo international de l'année par un artiste Canadien Forever avec Drake, Eminem et Kanye West [Nommé]
- MTV2 SuckerFreeSummit Awards : Couplet de l'année Roger That [Nommé]
- MTV2 SuckerFreeSummit Awards : Mixtape de l'année No Ceilings [Gagné]
- MTV2 SuckerFreeSummit Awards : Guerilla vidéo de l'année I'm Single [Nommé]
- MTV2 SuckerFreeSummit Awards : Instant Classique Forever avec Drake, Eminem et Kanye West [Nommé]
- MTV2 SuckerFreeSummit Awards : Remix de l'année Always Strapped (Remix) avec Birdman, Rick Ross et Young Jeezy [Nommé]
- MTV2 SuckerFreeSummit Awards : La chanson couronnée Drop the World avec Eminem [Gagné]
- MTV2 SuckerFreeSummit Awards : La chanson couronnée Roger That avec Young Money [Nommé]
- ASCAP Awards : Chanson rap Forever avec Drake, Eminem et Kanye West [Gagné]
- ASCAP Awards : Chanson rap Mrs. Officer avec Bobby Valentino et Kidd Kidd [Gagné]
- BET Awards : Choix des téléspectateurs avec Young Money [Nommé]
- BET Awards : Meilleur Groupe avec Young Money [Gagné]
- BET Awards : Meilleur nouvel artiste/groupe avec Young Money [Nommé]
- BET Awards : Meilleur collaboration Forever avec Drake, Eminem et Kanye West [Nommé]